# Nguyễn Thế Lâm
Nguyễn Thế Lâm (1918–2011) là một tướng lĩnh Quân đội nhân dân Việt Nam. Ông là Tư lệnh đầu tiên của Liên khu 5, Tư lệnh đầu tiên của Binh chủng Tăng –Thiết giáp Quân đội nhân dân Việt Nam.
Ông tên thật Nguyễn Kèn, còn được gọi là Lâm Kèn, sinh ngày 15 tháng 5 năm 1918 tại Tân Xuân, Phan Thiết, tỉnh Bình Thuận. 
Ông thuộc thế hệ tiền bối của Quân đội nhân dân Việt Nam đã trải qua nhiều trọng trách từ những ngày đầu của Kháng chiến chống Pháp cho đến ngày Thống nhất đất nước như Chỉ huy Đội quân Nam tiến Huế tháng 10 năm 1945, Tư lệnh Liên khu 5 từ tháng 8 năm 1947, Phó Tư lệnh rồi Tư lệnh Đại đoàn 320 từ năm 1953, Tư lệnh Pháo Binh từ 1964, Phó Tư lệnh Tham mưu trưởng Mặt trận Thừa Thiên Huế từ năm giữa 1968, Tư lệnh đầu tiên của Binh chủng Tăng – Thiết giáp 1970.
Ông được trao hàm Đại tá Chỉ huy Trung đoàn "Tiếp phòng quân" tại Đà Nẵng sau Hiệp định đình chiến tháng 3 năm 1946. Và chính thức mang quân hàm Đại tá trong đợt phong quân hàm đầu tiên của Quân đội. Năm 1974 trong đợt phong hàm tướng lần đầu sau 2 cuộc kháng chiến, ông nhận quân hàm Thiếu tướng.

## Binh nghiệp
Theo Bách khoa Quân sự Việt Nam, vào tháng 8 năm 1945 ông là ủy viên BCH Việt minh và ủy viên Quân sự tỉnh Thừa Thiên.
Tháng 10 năm 1945 đại đội trưởng trong đoàn quân Nam tiến.
1946–1947 Phó Chi đội trưởng, trung đoàn trưởng trung đoàn 81.
23 tháng8 năm 1947 ông đang là Trung đoàn trưởng Trung đoàn 51 được cử làm Khu phó Khu 6.
Từ 1948 phó khu trưởng rồi khu trưởng khu 6, quyền tư lệnh rồi tư lệnh Liên khu 5.
Ngày 7/6/1949 ông Nguyễn Thế Lâm, quyền Tư lệnh miền Nam Trung Bộ, được cử giữ chức Ủy viên Quân sự trong Ủy ban Kháng chiến Hành chính miền Nam Trung Bộ thay ông Lê Đức Mai (từ chức).
Từ 1952 phó đại đoàn trưởng rồi đại đoàn trưởng Đại đoàn 320.
Tháng 11 năm 1954 tham mưu phó Bộ tư lệnh Pháo binh.
1964 tư lệnh Binh chủng pháo binh.
1968 trở lại chiến trường miền Nam, phó tư lệnh kiêm tham mưu trưởng Quân khu Trị Thiên.
1970–1974 tư lệnh Binh chủng Tăng – Thiết giáp.
1974 Ủy viên Hội đồng khoa học Bộ QP.
1979–1981 Học viện QS cao cấp.
Huân chương Độc lập hạng nhất, Huân chương quân công hạng 1,2.
Ông mất ngày 22 tháng 12 năm 2011 tại Hà Nội.